# 貝爾敦 (伊利諾伊州)
貝爾敦（英語：Belltown）是位於美國伊利諾伊州格林縣的一個非建制地區。該地的面積和人口皆未知。

## 地理
貝爾敦的座標為39°23′01″N 90°24′31″W / 39.38361°N 90.40861°W，而該地的平均海拔高度為151米（即495英尺）。